# Ophistreptus guineensis
Ophistreptus guineensis är en mångfotingart som först beskrevs av Filippo Silvestri 1897.  Ophistreptus guineensis ingår i släktet Ophistreptus och familjen Spirostreptidae. Inga underarter finns listade i Catalogue of Life.